# Davutpaşa, Reyhanlı
Davutpaşa là một xã thuộc huyện Reyhanlı, tỉnh Hatay, Thổ Nhĩ Kỳ. Dân số thời điểm năm 2011 là 573 người.